# Ignacio R. Alatorre
Ignacio Alatorre Riva (Guaymas, Sonora 1832 -Tampico, Tamaulipas, 17 de febrero de 1899) fue un militar mexicano, general del ejército federal, comandante militar y gobernador de los estados de Veracruz, Puebla y Yucatán. Combatió a los filibusteros en Baja California y en Sonora y fue combatiente también contra de las tropas francesas invasoras en 1862, distinguiéndose en las acciones de Teziutlán, Acultzingo y Puebla, participando en la defensa del fuerte de Loreto el 5 de mayo de aquel año. Fue leal seguidor del presidente Benito Juárez enfrentándose a los sublevados del Plan de la Noria y del presidente Sebastián Lerdo de Tejada peleando contra los rebeldes del Plan de Tuxtepec. Murió en Tampico, Tamaulipas, en 1899.

## Datos biográficos
Alatorre hizo estudios en el Seminario de Guadalajara, Jalisco que abandonó para ingresar a la guardia nacional el año de 1850. A partir de entonces tuvo una carrera ascendente en las armas, habiendo sido enviado a combatir a los filibusteros de William Walker en Baja California que buscaban la independencia de la región. En 1854, estuvo en Sonora, su estado natal, combatiendo y coadyuvando a derrotar al conde Gastón de Raousset, quien encabezó a un grupo de mercenarios con la intención de independizar al estado de Sonora de la república mexicana.
Participó en las campañas contra el invasor francés a partir de 1862 distinguiéndose en diversos frentes, hasta ser partícipe del triunfo mexicano en la Batalla de Puebla en la que combatió al lado de los generales Ignacio Zaragoza y Miguel Negrete, emplazado en el fuerte de Loreto. Tras romperse el sitio de Puebla, el 2 de abril de 1867, por el Batallón de San Blas comandado por el general Porfirio Díaz, participó en la recuperación de la plaza de Veracruz.
Tuvo la misión de declarar al puerto de Veracruz como capital provincial y convocar a elecciones para que de inmediato se renovaran los poderes locales. Entregó, al cabo de unos meses, la gubernatura a Francisco Hernández y Hernández que ya había sido gobernador al momento de la intervención en 1863. Expidió dos decretos de contenido social (en una época predominantemente liberal): 1) por el que vuelven a funcionar y reorganizarse las Juntas Ciudadanas Escolares y las de Ciencias, Artes y Oficios y 2) por el que se crea la escuela de artesanos, con sede en la misma capital. Para la historiografía veracruzana fue el primer mexicano no oriundo de la provincia, en ejercer su gubernatura, desde Guadalupe Victoria y Miguel Barragán.
En 1868, un grupo encabezado por Marcelino Villafaña, expulsado de Yucatán junto con Francisco Cantón Rosado y Felipe Navarrete, quisieron adueñarse del poder público en dicho estado, aprovechándose de la enfermedad del general y gobernador Manuel Cepeda Peraza quien había, un año antes, recuperado la plaza de Mérida de las tropas conservadoras; el entonces presidente Benito Juárez lo envió a sofocar la rebelión. Luego de unos encuentros en diversos puntos, logró dominar la situación y salir triunfante de su empeño. Terminada la campaña, marchó a Veracruz en el mes de mayo.
En 1871 combatió en la batalla de San Mateo, en que derrotó a las fuerzas sublevadas que mandaba el general Luis Mier y Terán, tomó la plaza sin mayor inconveniente pues fue abandonada por el gobernador Felipe Díaz Mori, hermano del General Porfirio Díaz, que se retiró a Tehuantepec donde fue muerto. 
Un año más tarde, en 1872, fue nombrado comandante militar y gobernador de Puebla cargo que ejercería brevemente ya que en 1873 regresó a Yucatán por órdenes del entonces presidente de México Sebastián Lerdo de Tejada, para restablecer el orden político y militar, toda vez que se había sublevado de nueva cuenta el coronel Francisco Cantón Rosado, y una vez con el carácter de gobernador interino, convocó a elecciones para entregar el poder a Miguel Castellanos Sánchez quien no era del parecer de Alatorre. Su último mensaje lo cerró con esta frase célebre: 

"..con la satisfacción de haber puesto mi afán en resolver males irremediables"

El 18 de febrero de 1876 se libró la batalla del Jazmin en el estado de Oaxaca donde fue derrotado por fuerzas insurgentes de la revolución de Tuxtepec.

En 1876 perdió la batalla de Tecoac frente a Juan Nepomuceno Méndez quien había sido nombrado general por Porfirio Díaz. Con esta batalla triunfó la revolución de Tuxtepec que encumbraría al general oaxaqueño. 

En 1890, el propio Porfirio Díaz lo nombró embajador de México en Centroamérica.
Falleció en el puerto de Tampico el 17 de febrero de 1899.